# Morris Major 6
Der Morris Major 6 war eine 4-türige Limousine der Mittelklasse, die die Morris Motor Company 1931 herausbrachte.
Sie hatte einen seitengesteuerten 6-Zylinder-Reihenmotor mit 1803 cm³, der den Wagen bis auf 91 km/h beschleunigte. Alle Räder waren an Halbelliptikfedern aufgehängt.
1933 wurde der Major 6 bereits wieder eingestellt. Nachfolger war ab 1934 der Morris 10/6.